# Aritmetica politica
L'aritmetica politica è una disciplina economico-sociale che si ritiene abbia avuto inizio nel XVII secolo per mano di William Petty, economista inglese preclassico. 
Agli occhi del suo fondatore questa non andava intesa come una branca della statistica quanto piuttosto come l'estensione al campo delle scienze sociali delle nuove idee e, più in generale, della nuova concezione del mondo che si andavano affermando nel campo delle scienze di natura. Con essa Petty voleva introdurre il metodo quantitativo nell'analisi dei fenomeni sociali, per permetterne una trattazione più rigorosa.
Petty non si limita a descrivere in termini quantitativi i fenomeni sociali, ma ragiona su dati empirici ottenuti dalla realtà. Spesso egli ricava gli stessi dati necessari all'analisi mediante complesse catene deduttive di tipo aritmetico-quantitativo. Queste ultime gli consentono di sfruttare in un'infinità di modi diversi le poche informazioni disponibili.
Egli non vuole solo rilevare e descrivere la realtà "in termini di numero, peso e misura" ma esprimersi in quei termini nel tentativo di interpretare la realtà, individuandone le caratteristiche principali.